# NGC 6650
NGC 6650 (również PGC 61857) – zwarta galaktyka (C), znajdująca się w gwiazdozbiorze Smoka. Odkrył ją Lewis A. Swift 11 września 1883 roku.